# 권혁 (1974년)
권혁(權赫, 1974년 4월 1일 ~ )은 대한민국의 제6대 부산광역시 영도구의원이었다.

## 학력
- 성심외국어전문대학 일어과 졸업
- 영산대학교 행정학과 졸업

## 경력
- 영도구 민생상담소 상담실장
- 영도구 학교급식조례운동본부 집행위원
- 민주노동당 중앙당 중앙위원
- 민주노동당 부산시당 영도구 위원회 사무국장
- 2010.07 ~ 2014.06 제6대 부산광역시 영도구의회 의원
- 2012.07 ~ 2014.06 제6대 부산광역시 영도구의회 후반기 부의장
- 2012.07 ~ 2014.06 제6대 부산광역시 영도구의회 후반기 복지건설위원회 위원
- 2012.07 ~ 2014.06 제6대 부산광역시 영도구의회 후반기 예산결산특별위원회 위원

## 역대 선거 결과
|  | 8.16% |

|  | 44.43% |

|  | 21.02% |

|  | 10.32% |

|  | 14.32% |